# 11月10日 (旧暦)
旧暦11月10日（きゅうれきじゅういちがつとおか）は、旧暦11月の10日目である。六曜は友引である。

## できごと
- 長久元年（ユリウス暦1040年12月16日） - 長暦より長久に改元
- 明治2年（グレゴリオ暦1869年12月12日） - 東京～京都の幹線、東京～横浜・京都～神戸・琵琶湖畔～敦賀の3支線の鉄道建設計画を決定

## 誕生日
- 天保12年（グレゴリオ暦1841年12月22日） - 斉藤きち（唐人お吉）、駐日総領事ハリスの侍姜（+ 1890年）

## 忌日
- 元禄9年（グレゴリオ暦1696年12月4日） - 明正天皇、109代天皇（* 1623年）